# Mura di Milano

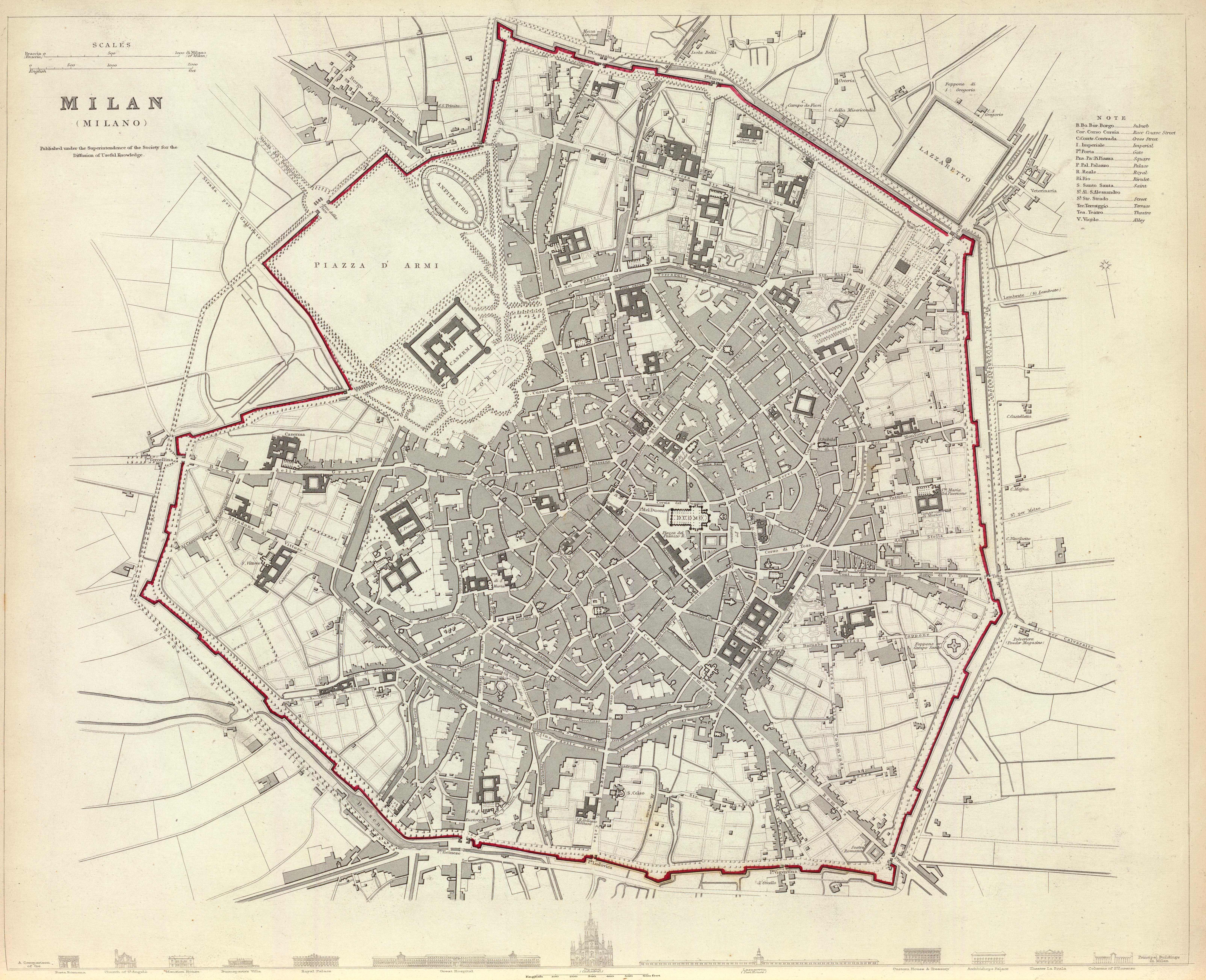
Mappa di Milano del 1832. Si possono notare le mura spagnole, tracciate in rosso, e la Cerchia dei Navigli lungo la quale si sviluppavano le mura medievali, alla cui corrispondenza era presente il Castello Sforzesco, che è indicato, sulla mappa, in alto a sinistra

Le mura di Milano, erette a partire dall'epoca romana a protezione della città, sono state per diversi secoli costituite da tre cinte concentriche: la cinta romana, perfezionata dall'imperatore Massimiano nel IV secolo, quella medievale e quella più recente delle mura spagnole, innalzate durante la dominazione spagnola del Ducato di Milano. Le mura medievali e quelle spagnole sono anche note come bastioni di Milano, demoliti tra la fine del XIX secolo e il secondo dopoguerra in attuazione del Piano Beruto, primo piano regolatore di Milano. 
Le tracce di queste cinte murarie sono tuttora ben leggibili nell'impianto urbanistico di Milano, tanto che ancora oggi si parla di Cerchia dei Navigli per designare la circonvallazione realizzata dove un tempo si trovava la Fossa Interna dei Navigli antistante le mura medioevali, navigabile da chiatte e ricoperto fra le due guerre mondiali, e di cerchia dei bastioni per indicare la circonvallazione, concentrica alla prima e più ampia ed esterna, realizzata sul tracciato della cinta muraria dell'epoca spagnola. Delle mura romane, medievali e spagnole sono giunti al XXI secolo solo alcuni brevi tratti, che si sono salvati dalle demolizioni.

## Mura romane

Modello in legno conservato presso il Civico museo archeologico di Milano che mostra una ricostruzione della Mediolanum imperiale racchiusa dalle mura realizzate in epoca romana

La prima cinta muraria romana della città risale all'incirca all'epoca in cui Milano venne elevata al rango di municipium (49 a.C.), anche se venne, probabilmente, edificata sotto il principato di Ottaviano Augusto.
Le prime porte cittadine di Milano, all'epoca chiamata Mediolanum, vennero realizzate in epoca romana repubblicana contestualmente alle mura cittadine. Alle estremità del cardo e del decumano di Mediolanum si aprivano le seguenti porte:
- Porta Comasina (lat. Porta Comacina, Porta Cumana o Porta Cumensis), situata dove ora è presente la moderna via dell'Orso. Da Porta Comasina dipartivano la via Regina, ovvero l'arteria stradale che collegava Cremona (Cremona) a Comum (Como: da cui il nome della porta), e la via Mediolanum-Bellasium, che metteva in comunicazione Mediolanum con Bellagio.
- Porta Giovia (lat. Porta Jovia), situata dove ora sono presenti i moderni Teatro Dal Verme e la demolita chiesa di San Giovanni sul Muro. Doveva la sua denominazione a Giovio, ovvero all'epiteto dell'imperatore Diocleziano. Da Porta Giovia iniziavano la via Severiana Augusta, strada romana consolare che congiungeva Mediolanum con il Lago Maggiore e da qui al passo del Sempione, e la via Mediolanum-Bilitio, che metteva in comunicazione Mediolanum con Luganum (Lugano) passando da Baretium (Varese), da cui il nome della strada.
- Porta Orientale (lat. Porta Orientalis), situata dove ora è presente la moderna via Manzoni. Da Porta Orientale dipartiva verso oriente (da cui il nome della porta) l'arteria stradale che, attraverso Bergomum (Bergamo) e Brixia (Brescia), portava a Verona (Verona), la via Gallica. Corrispondeva alla Porta Decumana dell'originario accampamento militare romano, il cosiddetto castrum, che diede poi origine al centro abitato dell'antica Mediolanum romana. Da Porta Orientalis dipartiva anche la via Mediolanum-Brixia, che collegava Mediolanum con Brixia (Brescia) passando anche da Cassianum (Cassano d'Adda).
- Porta Romana (lat. Porta Romana), situata dove ora è presente il moderno corso Italia. Da Porta Romana iniziava la via Mediolanum-Placentia, che metteva in comunicazione Mediolanum (Milano) con Placentia (Piacenza) e quindi poi con Roma (da cui il nome della porta) passando da Laus Pompeia (Lodi Vecchio).
- Porta Ticinese (lat. Porta Ticinesis), situata dove ora è presente il moderno Carrobbio. Da Porta Ticinese aveva origine l'arteria stradale che collegava Mediolanum a Ticinum (Pavia). Corrispondeva alla Porta Praetoria dell'originario accampamento militare romano, il cosiddetto castrum, che diede poi origine al centro abitato della Mediolanum romana.
- Porta Tosa (lat. Porta Tonsa), situata lungo la moderna via Rastrelli, poco prima del suo incrocio con via Larga. Sorgeva nei pressi del porto fluviale romano di Milano, da cui il nome della porta (tonsa in latino significa "remo"). Da Porta Tosa usciva la via Regina, strada romana che raggiungeva il porto fluviale di Cremona.
- Porta Vercellina (lat. Porta Vercellina), situata dove ora è presente la chiesa di Santa Maria alla Porta, la cui denominazione è legata alla presenza di questa porta. Da Porta Vercellina dipartivano la via delle Gallie, che conduceva verso Augusta Prætoria (Aosta) passando da Novaria (Novara e che portava poi in Gallia Transalpina, e la via Gallica, arteria stradale che collegava  Mediolanum a Augusta Taurinorum (Torino) passando da Vercellae (Vercelli, da cui il nome della porta.

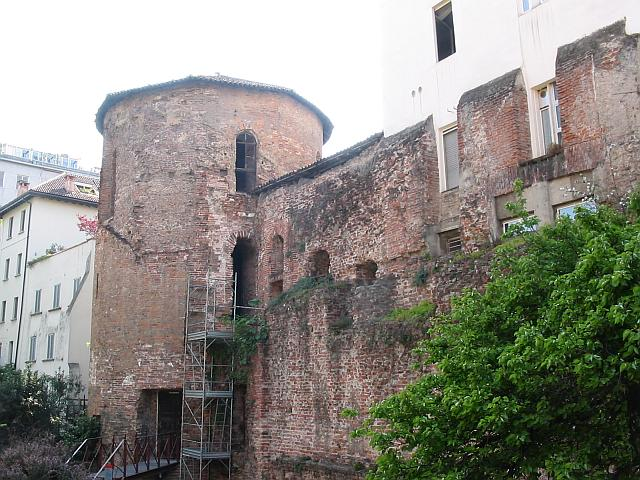
Un breve tratto delle antiche mura di Mediolanum dell'epoca dell'imperatore Massimiano, con a fianco una delle tante torri incluse nei 4,5 km di perimetro. Si trovano all'interno del cortile del Civico museo archeologico di Milano

In epoca imperiale, quando Mediolanum divenne capitale dell'Impero romano d'Occidente, la cinta muraria venne ampliata dall'imperatore Massimiano, che fece realizzare altre tre porte:
- Porta Argentea (lat. Porta Argentea), situata dove ora è presente la moderna via San Paolo. Prendeva il nome dall'argento. Quest'ultimo, ai tempi degli antichi Romani, si estraeva in miniere situate in varie parti dell'impero, dall'Iberia all'Asia Minore, dalla Britannia a Cipro, ecc. L'elettro, che è una lega d'oro e d'argento, metalli che quando sono miscelati sono separabili con fatica, può essere invece ottenuta sia artificialmente che in natura da miniere che sono concentrate soprattutto in Asia Minore, ovvero a est dell'Italia. Per tale motivo, alla porta cittadina più orientale della Milano romana, fu dato il nome di "Porta Argentea", mentre al varco murario situato perpendicolarmente, forse con un richiamo all'impossibilità di separare i due metalli in epoca romana (il processo chimico per separarli fu ideato infatti nel 1887), fu data la denominazione di "Porta Aurea" (lat. aurum = it. "oro").
- Porta Aurea (lat. Porta Aurea o Porta Nova), situata dove ora è presente la moderna via Manzoni. Prende i suoi due nomi, rispettivamente, perché fatta erigere lungo il "nuovo" perimetro di mura e per il fatto che si trovasse, come già accennato, perpendicolarmente alla Porta Argentea. Inoltre, da Porta Aurea, usciva la via Spluga, strada che era anche chiamata anche via Aurea perché conduceva al passo dello Spluga, il cui nome latino è Cunus Aureus. In epoca romana il passo dello Spluga era conosciuto con il nome di Cunus Aureus ("punto d'oro") perché in questo periodo storico, lungo l'arco alpino compreso tra il versante ligure e il fiume Ticino, si estraeva l'oro in miniere ricavate nei massicci montuosi, che erano spesso costituite da grotte e caverne naturali. Come per Porta Orientale, di cui rappresentava uno "spostamento" verso est, anche da Porta Aurea dipartivano verso oriente la via Gallica, che collegava Gradum (Grado) con Augusta Taurinorum (Torino), la via Spluga, il cui percorso si sviluppava tra Mediolanum e il passo dello Spluga e la via Mediolanum-Brixia.
- Porta Erculea (lat. Porta Herculea), situata dove ora è presente la moderna via Durini. Deriva il nome da Erculeo, epiteto dell'imperatore Massimiano.

Il foro era situato approssimativamente nell'odierna piazza San Sepolcro all'incrocio fra il cardo, orientato da sud-ovest a nord-est in corrispondenza delle attuali vie Nerino, Cantù e Santa Margherita, e il decumano, sulle attuali vie Santa Maria alla Porta, Santa Maria Fulcorina, via del Bollo e in direzione Corso di Porta Romana.
In età imperiale, quando Milano divenne capitale dell'Impero Romano d'Occidente, l'imperatore Massimiano (III secolo) espanse la cinta muraria inglobando un vasto territorio a est comprendendo anche le terme Erculee (tra le attuali piazza San Babila, corso Europa e piazza Fontana); nella parte occidentale invece le mura vennero ampliate per racchiudere anche la zona del circo. L'estensione dell'area murata superava i 100 ettari.
Con l'ampliamento delle mura vennero aperte altre due porte: la Nuova nell'attuale via Manzoni all'altezza di via Montenapoleone e la Tosa al Verziere.

### Cosa rimane
Alcuni tratti delle mura romane sono tuttora visibili:
- Nel lato settentrionale del Carrobbio, parzialmente inglobata negli edifici, è riconoscibile una porzione della torre della Porta Ticinensis risalente alle prime mura del I secolo. La torre è alta 6 metri, ha una base quadrata e uno sviluppo poligonale (18 lati).
- Nei seminterrati di alcuni edifici in via San Vito corre un lungo tratto di mura repubblicane di cui è ben visibile la tecnica di costruzione (mattone su base in pietra).
- Nel giardino di un edificio in via Medici si trovano una torre e un piccolo tratto di mura massimiane
- Nel cortile del museo Archeologico in corso Magenta si trova una torre poligonale (24 lati) parte del tratto occidentale delle mura massimiane.
- Tratti di mura massimiane si trovano negli scantinati di alcuni edifici in via Montenapoleone.
- Nel chiostro del monastero di San Vittore (attuale sede del Museo della scienza e della tecnologia) si trovano tracce di un edificio a pianta ottagonale con due torri in corrispondenza dell'ingresso.
- Nel piano interrato del Grand Hotel et De Milan[1] è stato rinvenuto e restaurato un tratto di fondazione della cerchia muraria di età massiminianea (1991).

## Mura medievali

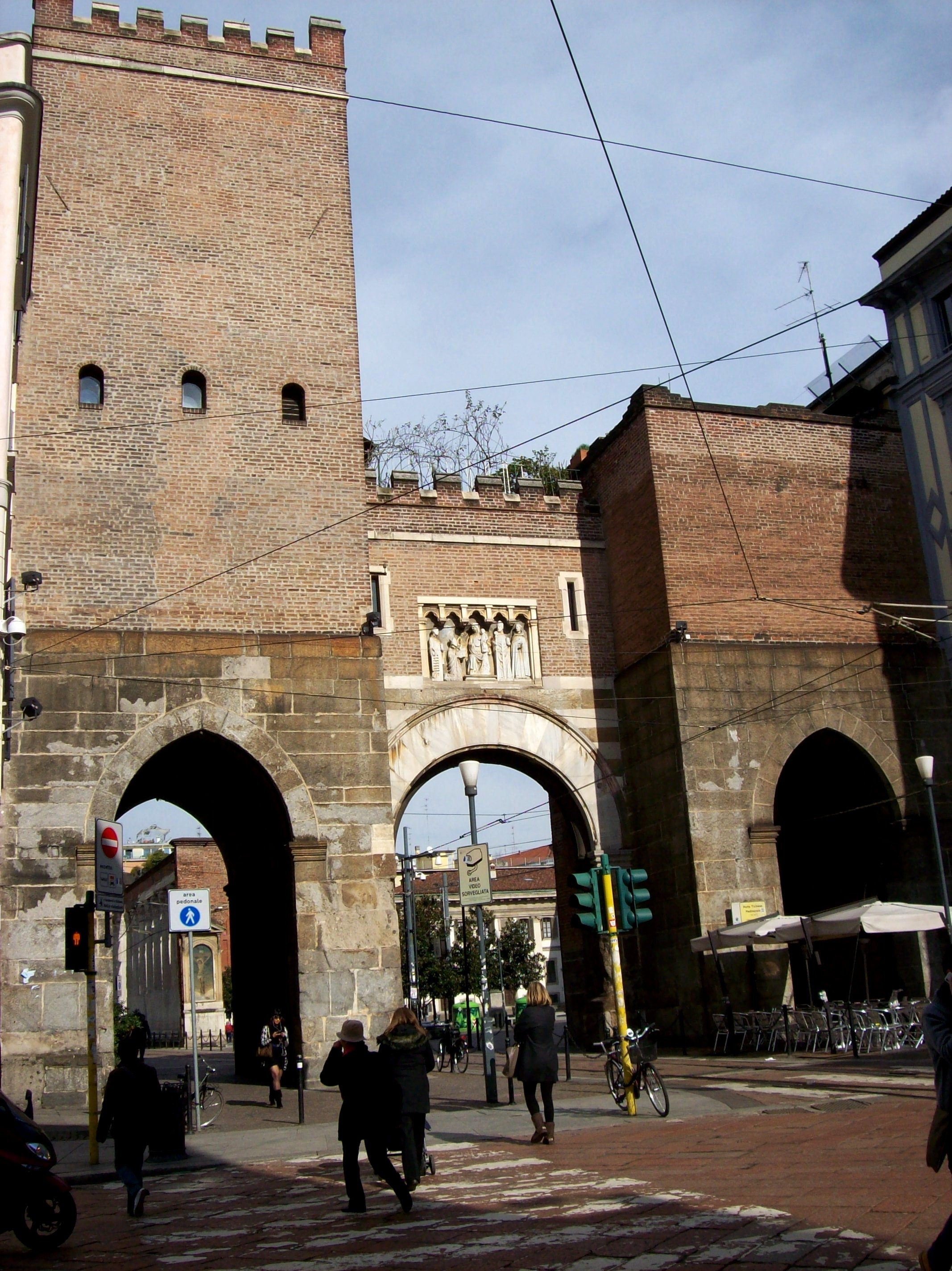
Porta Ticinese medievale, lato esterno (via Giangaleazzo)

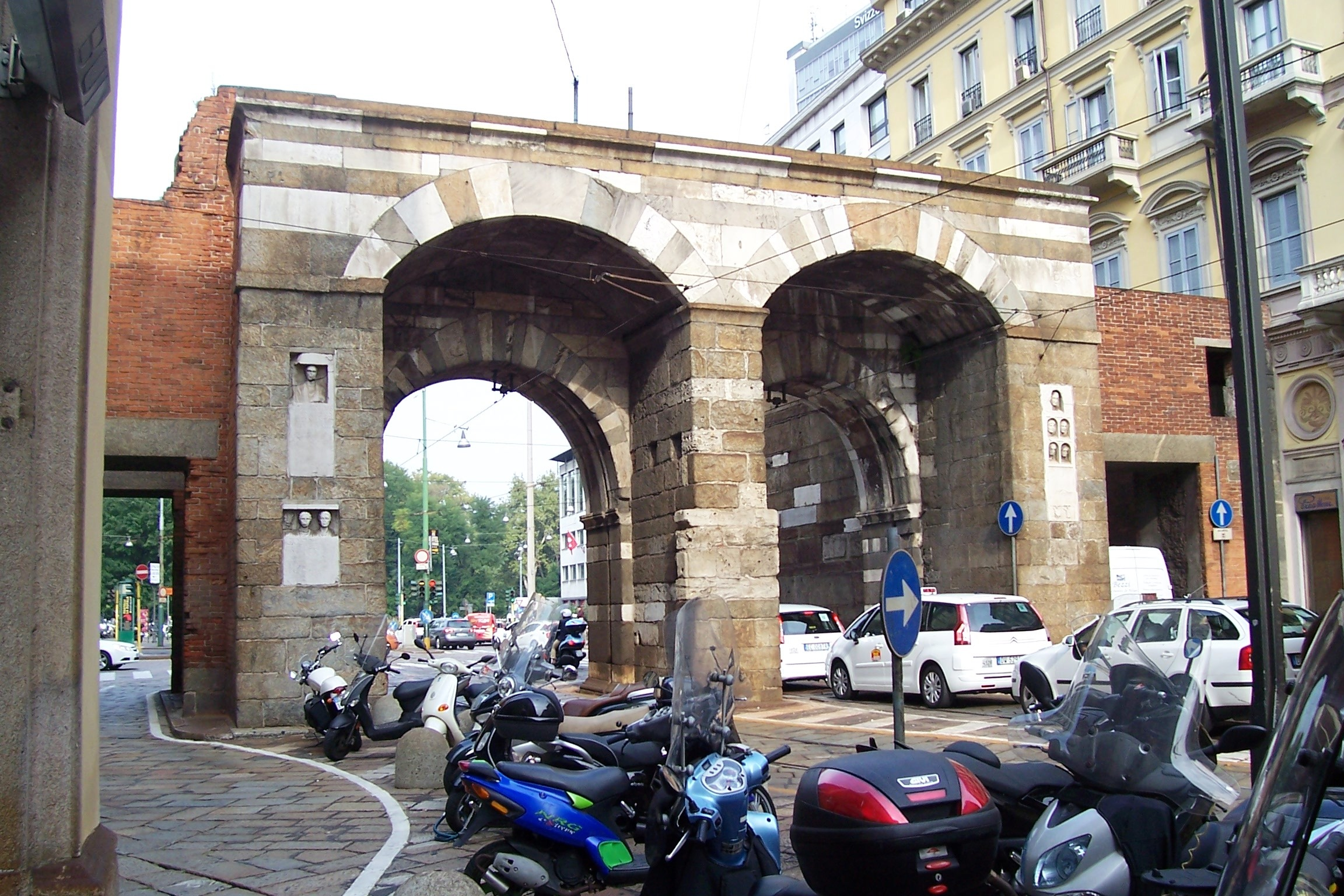
Porta Nuova medievale

Nel 1156 cominciarono i lavori per una nuova sistemazione della cinta muraria in legno, su progetto di Guglielmo da Guintellino, un ingegnere militare genovese al servizio di Milano. Essa era costituita da un profondo fossato (colmato con l'acqua del Seveso e del Merlata), a precedere un terrapieno formato dal materiale di risulta dello scavo del fosso, con alcune torri e porte di legno. L'intero complesso venne definito "cinta dei terraggi", ma non è da escludere che i lavori non facessero riferimento ai resti (che dovevano mantenersi imponenti) delle antiche mura romane.
Dopo la distruzione del 1162 ad opera di Federico Barbarossa, verso il 1171 si iniziarono i lavori per un più efficace sistema difensivo, questa volta in muratura, e dotato di un fossato allagato dalle acque dell'Olona, che in questa occasione subì la seconda deviazione della sua storia.
Le porte di Milano erano sei, e davano origine ai rispettivi sestieri di Milano. La più importante era la Porta Romana medievale che conduceva a Roma:
- Porta Romana medievale
- Porta Orientale medievale
- Porta Ticinese medievale
- Porta Vercellina medievale
- Porta Comasina medievale
- Porta Nuova medievale

A queste va sicuramente aggiunta Porta Giovia, collocata in uno spazio all'interno del successivo Castello Sforzesco. La costruzione della Rocca Giovia (1358-1368) ne cancellò le tracce, ma già prima, nel 1288, Bonvesin de la Riva non la menziona nell'elenco delle porte della città che fa nel De magnalibus urbis Mediolani.
Vi erano inoltre, sempre secondo Bonvesin de la Riva, nove porte minori, o pusterle:
- Pusterla di Monforte
- Porta Tosa medievale
- Pusterla Lodovica (già Pusterla di Sant'Eufemia)[3]
- Pusterla della Chiusa
- Pusterla dei Fabbri
- Pusterla di Sant'Ambrogio
- Pusterla delle Azze
- Pusterla Beatrice (già Pusterla di San Marco)[4]
- Pusterla del Borgo Nuovo

Altre pusterle, non citate da Bonvesin de la Riva, sono state:
- Pusterla di Santo Stefano
- Pusterla del Bottonuto

La nuova cinta, quasi circolare (di "mirabile rotondità", dice Bonvesin de la Riva), diede un particolare e duraturo assetto all'impianto urbanistico, tant'è che il nuovo fossato verrà, nei secoli, approfondito sino a creare la Cerchia dei Navigli, ben visibile ancora negli anni venti del XX secolo. L'opera richiese diversi anni e venne completata sotto Azzone Visconti, alcune torri non furono mai finite, anche il completamento della cerchia di naviglio (la cosiddetta fossa esterna) richiese un lungo periodo.
Tra i 1500 e il 1800 gran parte delle mura e delle porte vennero abbattute. I fossati delle mura medioevali furono usati fino ai primi anni del Novecento come canali navigabili e rappresentarono a lungo una delle caratteristiche principali dell'urbanistica milanese. Nel 1930 fu ultimata la copertura delle acque del vecchio tracciato murario medioevale.

### Cosa rimane

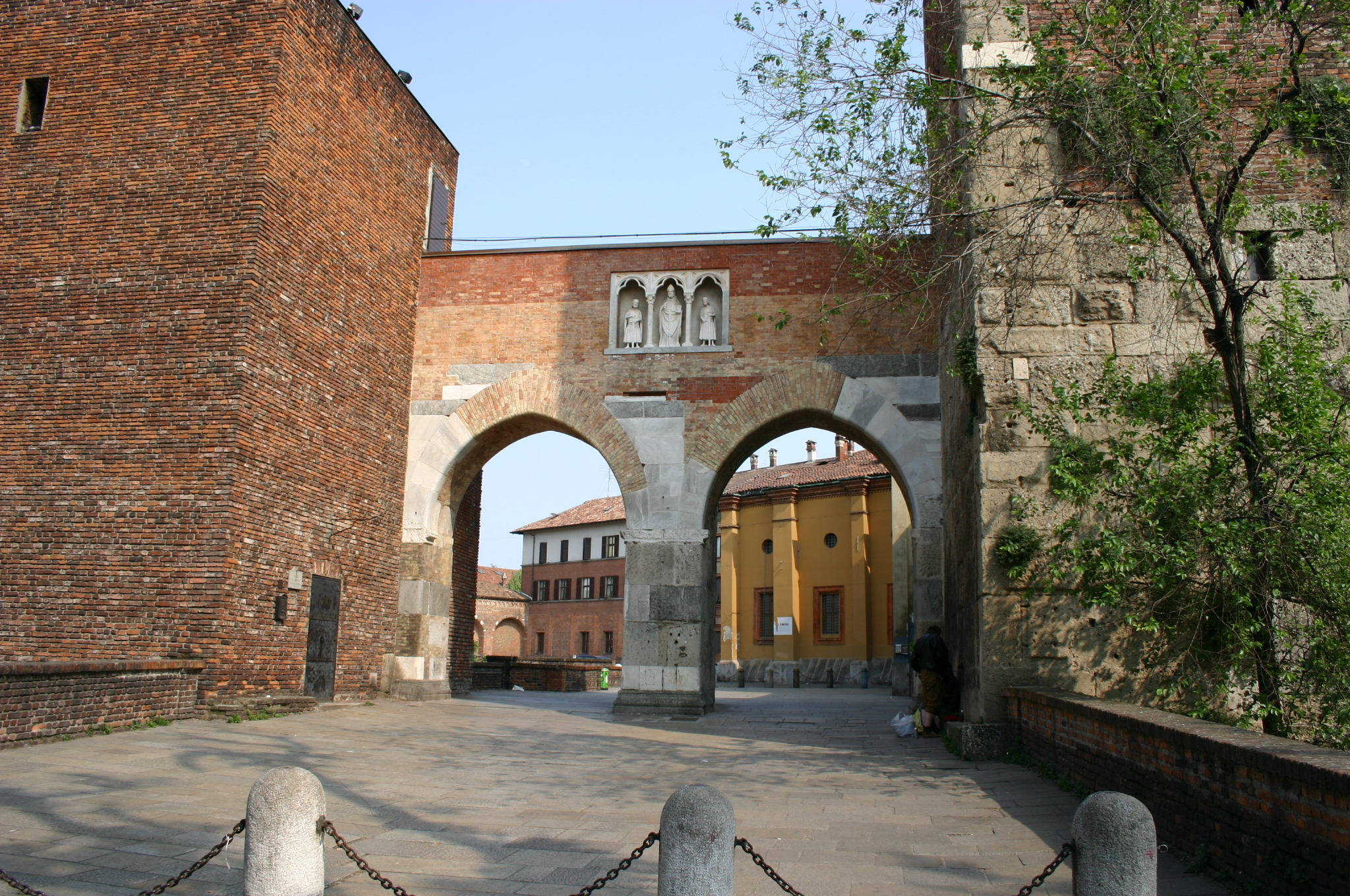
La pusterla di Sant'Ambrogio

- Al termine di via Manzoni si trova l'antica porta Nuova risalente al XII secolo. Era una delle porte principali della cinta, la porta è a doppio fornice con due costruzioni laterali che si protendono verso il lato che un tempo era esterno alla cinta. Sono ancora visibili le scanalature usate per la saracinesca che la chiudeva, i due passaggi pedonali laterali sono stati ricavati nel 1861.
- Anche porta Ticinese era una delle porte principali, a un solo fornice con a fianco due torri quadrate, anche in questo caso i passaggi pedonali furono ricavati in epoca successiva (1861-65)
- I resti dell'antica Porta Romana sono situati nello scantinato di due palazzi all'incrocio di corso di Porta Romana e via Francesco Sforza, i fregi che la decoravano si trovano nel Castello Sforzesco.
- Resti delle mura, una ventina di metri circa, sono visibili in via San Damiano (altezza di via Mozart).
- La pusterla di Sant'Ambrogio che si trova nell'omonima piazza è una ricostruzione fatta sul diroccato impianto originario nel 1939.
- Al numero 21 di corso di porta Venezia, è possibile trovare i resti di un bassorilievo raffigurante una lupa, un tempo appartenente alla porta Orientale, e sfuggito alla sua demolizione.[6]

## Mura spagnole

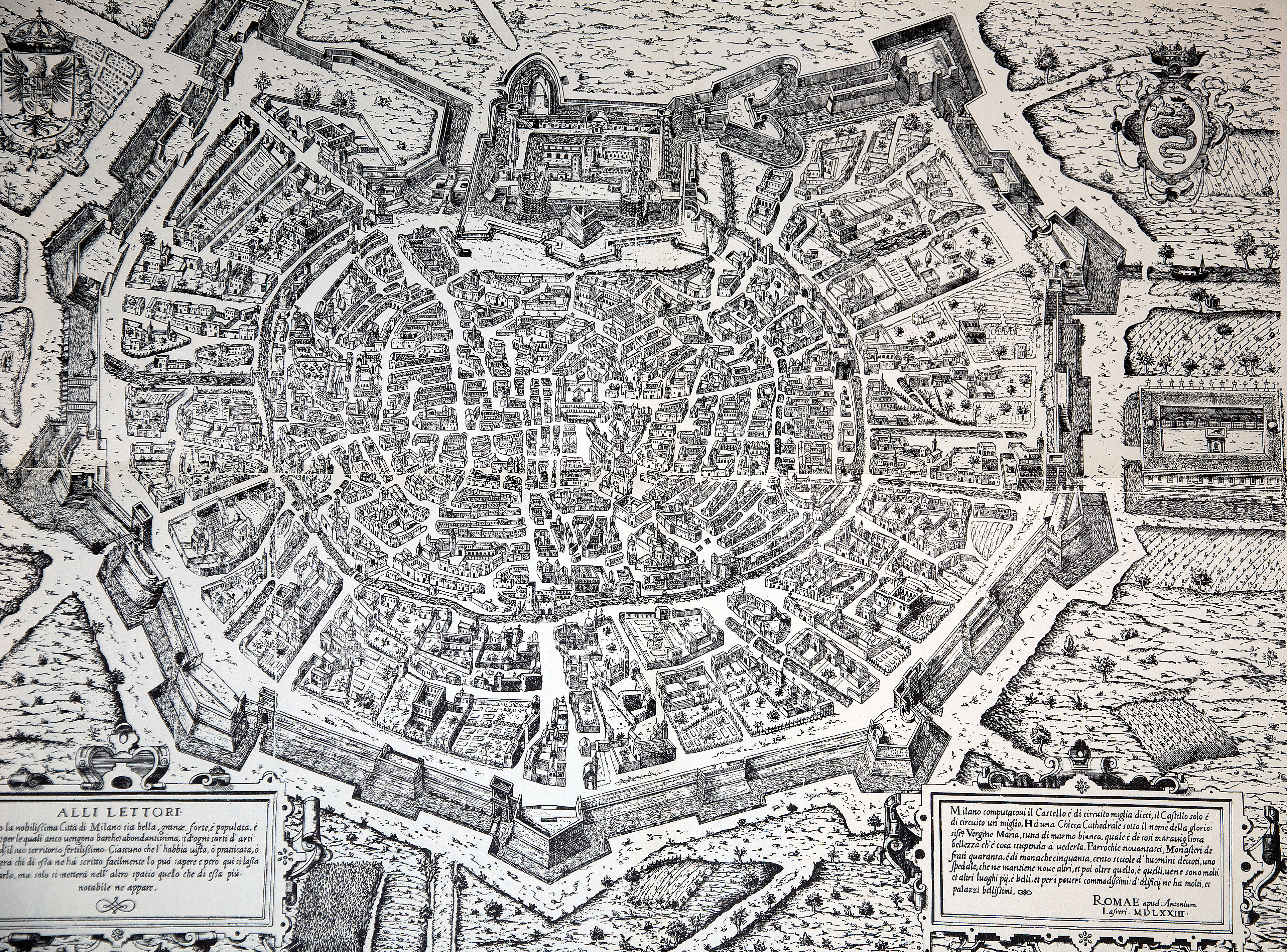
Una mappa di Milano come appariva nel 1573

Le mura spagnole di Milano che costeggiano la Darsena. Si possono notare il terrapieno situato verso l'esterno della città, che serviva per limitare l'impatto dei colpi di artiglieria, e il camminamento superiore delimitato da una doppia fila di alberi

La costruzione delle cosiddette mura spagnole avvenne tra il 1548 e il 1562, per ordine del mantovano Ferrante I Gonzaga, governatore della città all'epoca in cui questa era dominata dagli spagnoli. L'iniziale progetto di rafforzamento delle difese cittadine, eseguito da Giovanni Maria Olgiati, prevedeva la costruzione di un nuovo imponente castello nella parte meridionale della città; il progetto fu però accantonato per l'eccessiva onerosità e si preferì costruire una nuova cinta muraria più adatta al progresso della tecnica militare. 
Completata nel 1562, la cinta era costituita da un muraglione con torri e lunette, il cui perimetro si estendeva per circa undici chilometri, rendendola all'epoca il sistema di mura più esteso d'Europa. In alcuni punti le mura erano dotate di fossati, ricavati dai numerosi canali presenti nella Pianura Padana.
Le mura spagnole di Milano possedevano anche nomi che definivano i vari tratti, denominazioni che derivavano dal nome della porta da cui iniziava, in senso antiorario, la parte di cinta muraria. Così il tratto compreso tra Porta Orientale e Porta Nuova era chiamato "Bastioni di Porta Orientale", da Porta Nuova a Porta Comasina le mura erano denominate "Bastioni di Porta Nuova", ecc. In origine i Bastioni di Porta Orientale erano chiamati "Bastioni di San Dionigi", che presero il nome dalla basilica di San Dionigi, luogo di culto demolito nel XVIII secolo per far spazio ai Giardini di via Palestro (ora "Giardini pubblici Indro Montanelli") e al Museo Civico di Storia Naturale.
Nel 1750 le mura, superate ormai da qualche decennio da un punto di vista militare, vennero adibite, per ordine del governatore lombardo dell'epoca, Gian Luca Pallavicini, a passeggiata pubblica: la sommità dei bastioni fu resa accessibile a tutti ed era dotata di panchine e alberi. Tra le opzioni vagliate ci fu anche la loro completa demolizione con la trasformazione della spianata ottenuta in passeggiata alberata per nobili, ipotesi poi scartata. 

Le mura spagnole di Milano verso Porta Volta in una foto del primo Novecento. Per secoli sono state il confine di Milano con i corpi santi, ovvero il contado fuori dalle mura

Dal 1783 e il 1786 Giuseppe Piermarini continuò l'opera di trasformazione delle mura spagnole, ricavandone un vero e proprio giardino pubblico pensile, soprattutto nei tratti adiacenti a Porta Romana, Porta Ticinese e Porta Vercellina. Nel complesso le mura spagnole erano state quindi trasformate in un viale sopraelevato panoramico: da ogni punto del camminamento era possibile vedere il Duomo, mentre dalla parte settentrionale delle mura si potevano osservare le Alpi e la campagna circostante, all'epoca priva di ogni urbanizzazione. Sulle mura situate nei pressi di Porta Romana venne realizzato uno scosceso pendio che fu soprannominato dai milanesi "Monte Tabor": la popolazione lo utilizzava, da un punto di vista ludico, come una pista di discesa.
Tale camminamento è descritto da Ugo Foscolo nelle Ultime lettere di Jacopo Ortis e da Stendhal in Rome, Naples et Florence nel giorno 10 novembre 1816: da questo panorama prenderà ispirazione per la descrizione del paesaggio visibile dalla Torre Farnese, presente nella Certosa di Parma, da cui il protagonista gode di una vista delle Alpi.
Al 1796 le porte principali erano dodici, di cui sei erano quelle principali:
- Porta Orientale spagnola, in epoca napoleonica nota come Porta Riconoscenza e dal 1860 Porta Venezia.
- Porta Romana spagnola.
- Porta Ticinese spagnola, in epoca napoleonica nota come Porta Marengo.
- Porta Vercellina spagnola, dopo il 1859 ribattezzata Porta Magenta.
- Porta Nuova spagnola.
- Porta Comasina spagnola, dal 1860 Porta Garibaldi.

Fin dall'inizio, alle sei principali, erano associate altre quattro porte succursali, che dipendevano da quelle maggiori (ad eccezione di Porta Tenaglia, che faceva riferimento al vicino Castello Sforzesco): 
- Porta Tenaglia, ora piazza Lega Lombarda, esattamente nei pressi dell'attuale Porta Volta (dalla carta del 1883 si evince che le due porte sono sempre state comunque distinte e separate), fu demolita dopo poco tempo, nel 1571. Come accennato, era succursale del Castello Sforzesco.
- Porta Tosa spagnola, dal 1861 Porta Vittoria, succursale di Porta Orientale.
- Porta Vigentina, succursale di Porta Romana.
- Porta Lodovica, succursale di Porta Ticinese.

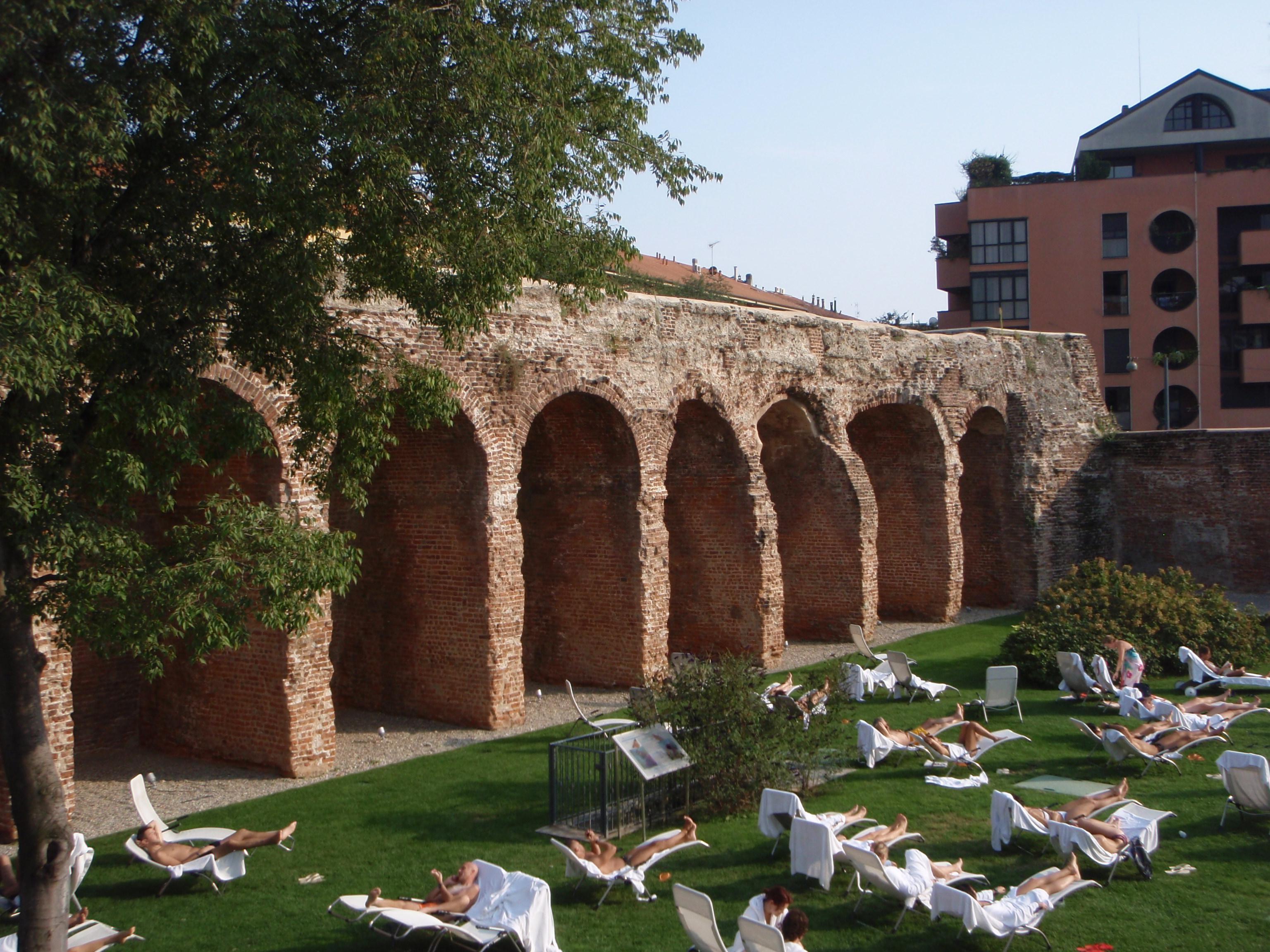
I tratti di mura spagnole a Porta Romana

Con la crescita dei commerci e del traffico, nel XIX vennero aperte altre porte, le ultime prima della demolizione delle mura spagnole, che iniziò alla fine dello stesso secolo:
- Porta Sempione, situata dove esisteva in epoca medievale Porta Giovia e corrispondente al moderno Arco della Pace. Prima della costruzione, in epoca napoleonica, dell'Arco della Pace, e dopo la demolizione di Porta Giovia (avvenuta prima del 1288), era il Castello Sforzesco a svolgere la funzione di ingresso controllato in questo tratto delle mura cittadine.
- Barriera Principe Umberto, che dava accesso alla vecchia stazione di Milano Centrale, realizzata nel 1864, demolita nel 1931 e sostituita dall'omonima e moderna stazione.
- Porta Genova, che dava accesso alla stazione di Porta Ticinese, ora chiamata stazione di Milano Porta Genova.
- Porta Volta, realizzata per consentire una più diretta comunicazione fra la città, il nuovo cimitero monumentale edificato nel 1866 e la nuova strada Comasina (attuale via Carlo Farini) realizzata negli stessi anni in sostituzione della vecchia (moderno corso Como): quest'ultima fu infatti troncata dagli impianti ferroviari connessi alla vecchia stazione centrale.
- Porta Monforte, ultima porta realizzata a Milano per fornire alla città un altro accesso che superasse le mura.

Le demolizioni e il rimaneggiamento delle mura, considerate ormai soltanto d'intralcio alla viabilità cittadina, visto che gli unici assi viari che le superavano erano quelli che passavano attraverso le porte cittadine, iniziarono nella seconda metà del XIX secolo e furono ultimate nell'immediato secondo dopoguerra, con l'eliminazione pressoché totale delle antiche mura spagnole. La circonvallazione interna è detta anche cerchia delle mura spagnole, per il suo svolgersi lungo tale perimetro.

### Cosa rimane
- Resti ben conservati delle mura spagnole sono visibili lungo viale Vittorio Veneto nei pressi di Porta Venezia, dove hanno mantenuto l'aspetto originale, quella di "passeggiata" alberata[7][9].
- Altri resti ben conservati sono visibili nella zona compresa tra Porta Romana e Porta Lodovica, dove sono usati come mura di cinta di abitazioni private, particolarmente in viale Beatrice D'Este e viale Angelo Filippetti[9]. Altri resti, in questa zona, sono presenti tra piazza Medaglie d’Oro e Porta Lodovica oltre che in viale Emilio Caldara[7][9].
- Tra piazza Medaglie d'Oro e piazza XXIV Maggio sono ben visibili resti delle mura, ora notevolmente ridimensionate e adibite a perimetro di abitazioni private[7].
- Lungo viale Monte Nero sono presenti a piccola distanza due giardinetti ricavati da resti delle mura[7].